# Bouillon cœur-cervelle

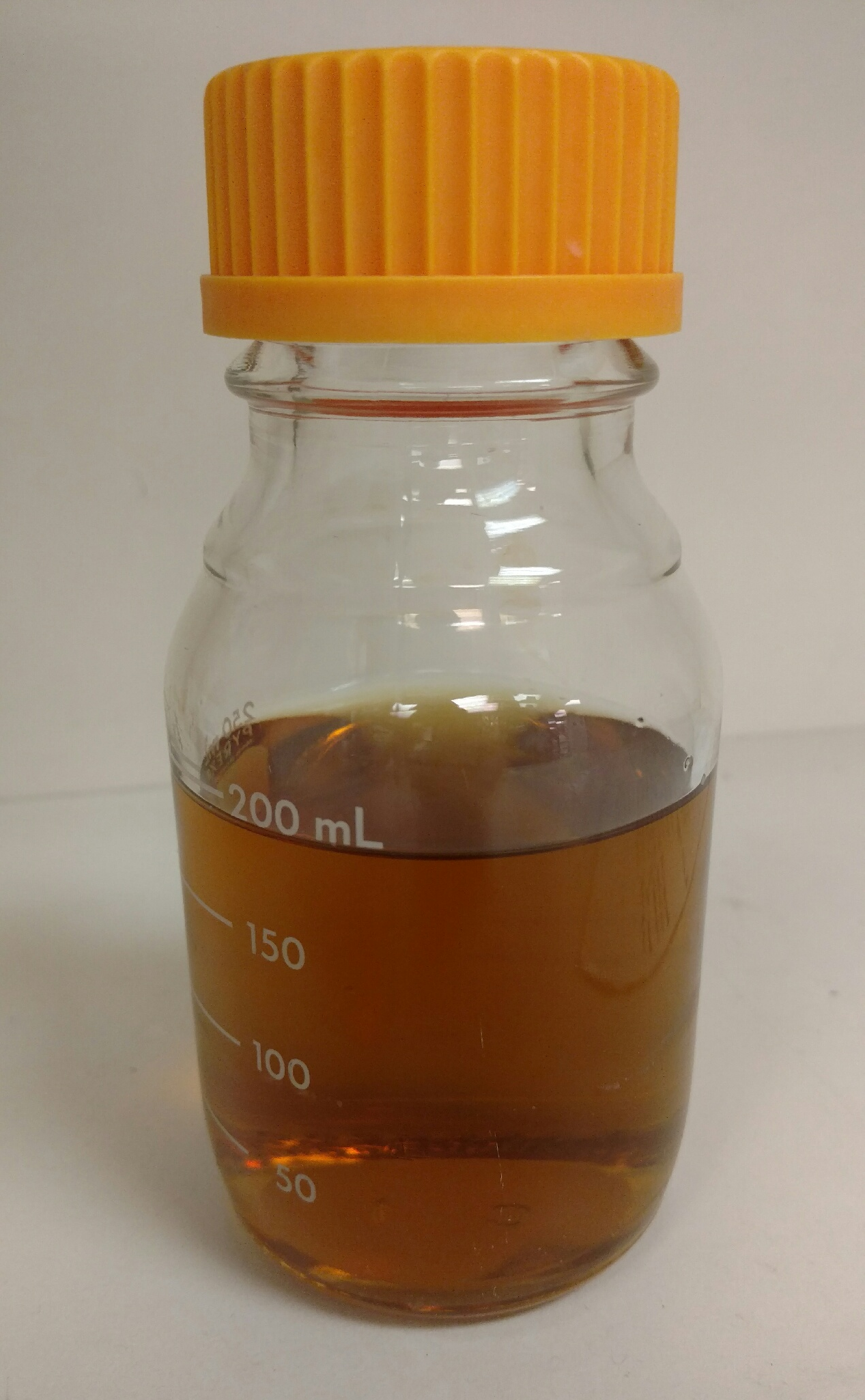
Bouillon cœur-cervelle

## Usage
Milieu polyvalent riche utilisé pour la recherche de la coagulase libre (enzyme thermostable des Staphylococcus permettant la formation de caillots de fibrine, coagulation) et la DNAse thermostable des Staphylococcus. Il peut aussi servir dans la recherche de streptoccocus résistant enteroccocus dans la galerie de sherman.

## Composition
- protéose-peptone	10,0 g
- infusion de cervelle de veau	12,5 g
- infusion de cœur de bœuf	5,0 g
- glucose	2,0 g
- chlorure de sodium	5,0 g
- hydrogénophosphate de sodium	2,5 g
- pH = 7,4

## Préparation
37 g par litre. Stérilisation classique.